# Bowen (månkrater)
För andra betydelser, se Bowen (olika betydelser).
Bowen är en nedslagskrater på månens Montes Haemus sydvästra sida. Bowen har fått sitt namn efter den amerikanske fysikern och astronomen Ira Bowen.